# Eutichurus
Eutichurus là một chi nhện trong họ Miturgidae.